# كليمنت هورتون بيلشر
كليمنت هورتون بيلشر هو شخصية أعمال كندي، ولد في 5 مارس 1801، وتوفي في 23 مايو 1869.